# Młodziejów
Młodziejów [mwɔˈd͡ʑejuf] es un pueblo ubicado en el distrito administrativo de Gmina Piaski, dentro del Condado de Świdnik, Voivodato de Lublin, en Polonia oriental. Se encuentra aproximadamente a 4 kilómetros al sureste de Piaski, a 17 kilómetros al sureste de Świdnik, y a 27 kilómetros al sureste de la capital regional Lublin.